# Temple Guiting
Temple Guiting est une paroisse civile et un village du Gloucestershire, en Angleterre.